# Семихатов, Алексей Михайлович
Алексе́й Миха́йлович Семиха́тов (род. 13 января 1959) — доктор физико-математических наук (1994), главный научный сотрудник отделения теоретической физики Физического института им. П. Н. Лебедева РАН, ведущий передачи «Вопрос науки» на телеканале «Наука», ведёт канал «Вселенная плюс» на YouTube, лектор и автор научно-популярных фильмов.   
Лауреат премии РАН 2022 года в номинации «Лучшая научно-популярная книга о жизни ученых и логике развития науки» за книгу «Всё, что движется. Прогулки по беспокойной Вселенной». Победитель Национальной премии «Книга года — 2023».

## Биография
Окончил физический факультет МГУ. В 1986 году защитил кандидатскую диссертацию, в 1994 году — докторскую. Главный научный сотрудник отделения теоретической физики Физического института имени П. Н. Лебедева. Сфера научных интересов — математическая физика: двумерная конформная теория поля, теория представлений квантовых групп и квантование систем со связями.
Переводчик, среди работ — перевод книги Дж. Дербишира «Простая одержимость. Бернхард Риман и величайшая нерешенная проблема в математике». Член жюри премии «Просветитель». Автор статей газеты «Троицкий вариант — Наука».
С 2023-го года появляется на подкасте «Вселенная Плюс» со своим другом, астрономом Владимиром Сурдиным.

## Научно-популярные книги
В 2022 году в издательстве «Альпина нон-фикшн» вышла книга А. М. Семихатова «Всё, что движется. Прогулки по беспокойной Вселенной». Эта книга представляет собой путешествие по фундаментальным основам научной картины мира, начиная от простого наблюдения за движением камня и заканчивая пониманием уравнений Эйнштейна и Шрёдингера. Автор исследует устройство Вселенной, анализируя последствия движения и пытаясь понять правила, которые управляют всем, что происходит вокруг. Благодаря наблюдению за несоответствием между теоретическими ожиданиями и реальным движением, можно узнать о скрытых сторонах мира или новых правилах. В книге рассказывается о работе Солнечной системы и возможностях путешествий по ней, рассматриваются вопросы, связанные с пространством, временем и движением в специальной теории относительности, а также проблемы галактических полётов. Также обсуждаются общая теория относительности, её эффекты и экзотические способы сверхсветовой транспортировки. В заключении говорится об энтропии как о незнании микроскопического движения в системе, её применении от тепловых машин до демона Максвелла и чёрных дыр, а также о квантовой механике и прохождении через различные преграды.
Стал лауреатом премии РАН 2022 года в номинации «Лучшая научно-популярная книга о жизни ученых и логике развития науки». В 2023 году в рамках 36-й Московской международной книжной ярмарки стал победителем в номинации «Non-fiction» национальной премии «Книга года — 2023».